# Tujunga mackenziei
Tujunga mackenziei är en tvåvingeart som beskrevs av Steyskal 1961. Tujunga mackenziei ingår i släktet Tujunga och familjen fläckflugor.
Artens utbredningsområde är Kalifornien. Inga underarter finns listade i Catalogue of Life.